# Ређина (Козенца)
Ређина је насеље у Италији у округу Козенца, региону Калабрија.
Према процени из 2011. у насељу је живело 368 становника. Насеље се налази на надморској висини од 328 м.